# Фуркруа, Антуан де
Антуа́н Франсуа́ де Фуркруа́ (фр. Antoine François de Fourcroy; 15 июня 1755, Париж — 16 декабря 1809, там же) — французский химик и политический деятель, член Парижской АН (1785), граф (1808).

## Биография
Антуан Франсуа де Фуркруа участвовал (совместно с А. Лавуазье и др.) в разработке новой рациональной химической номенклатуры. Содействовал распространению антифлогистической теории в химии.
Оборудовал собственную лабораторию на улице Бурдоннэ в Париже.
Во время Великой французской революции, в сентябре 1792 года стал одним из выборщиков на выборах депутатов Конвента, а затем был избран депутатом-заместителем от Парижского департамента. После убийства Жана Поля Марата заменил его и с 25 июля 1793 года заседал в Конвенте как полноправный депутат. Как депутат Конвента входил в его Комитет народного образования.
Якобинец, но затем термидорианец.
После того, как в марте 1794 года по докладу Барера Конвент принял решение о создании Центральной школы общественных работ (c 1 сентября 1795 года — Политехническая школа), Фуркруа было поручено составить соответствующий проект. В сентябре того же года он сам представил его Конвенту, который утвердил его доклад единогласно. Пояснительную записку к нему составил Гаспар Монж. После этого Фуркруа, как и многие другие ведущие ученые Франции был приглашен преподавать в Школе.
После термидорианского переворота два раза входил в состав Комитета общественного спасения Национального конвента — с 1 сентября 1794 года по 4 января 1795 года и с 3 февраля по 3 июня 1795 года.
Фуркруа участвовал в организации Национального института и новых высших школ. В 1800 году (VIII год Республики) стал государственным советником, в 1801 году (IX год Республики) был назначен Первым консулом Наполеоном Бонапартом генеральным директором по народному образованию. Организовал свыше 300 средних школ. Иностранный почётный член Петербургской АН (с 1802 года).
|                  |                        |                         |
| Обложка издания. | Титульный лист издания | Первая страница издания |